# Ujong Baroh (Johan Pahlawan)
Ujong Baroh is een bestuurslaag in het regentschap Aceh Barat van de provincie Atjeh, Indonesië. Ujong Baroh telt 6193 inwoners (volkstelling 2010).